# Sundasalanx
Sundasalanx ist eine Gattung winziger Süßwasserfische aus der Ordnung der Heringsartigen (Clupeiformes). Sie kommen im Stromgebiet des Mekong in Laos und Thailand, im südlichen Thailand und auf Kalimantan vor. Benannt wurden sie nach den Sundainseln und Salanx, einer Gattung der Stintartigen (Osmeriformes).

## Merkmale
Die Fische werden nur 2,2 bis 3 Zentimeter lang. Ihr Körper ist transparent und schuppenlos. Auf jeder Kopfseite findet sich nur eine äußere Nasenöffnung. Die Anzahl der Wirbel liegt bei 37 bis 43, die der Branchiostegalstrahlen bei vier. Rücken- und Afterflosse sind am Hinterkörper angeordnet. Sie werden von 11 bis 14 bzw. von 15 bis 21 Flossenstrahlen gestützt. Bei den Bauchflossen sind es fünf, die Brustflossen sind ohne Flossenstrahlen. Eine Fettflosse fehlt. Das Symplecticum, das Interoperculare, ein Knochen des Kiemendeckels, und die Circumorbitalknochen rund um die Augen fehlen. Sundasalanx ist progenetisch, das heißt, die Fische werden schon in einem larvenartigen Stadium ihrer Individualentwicklung geschlechtsreif.

## Äußere Systematik
Sundasalanx wurde von Tyson R. Roberts in eine eigenständige, nur diese Gattung umfassende Familie gestellt, die Sundasalangidae. Diese wurde zunächst den Stintartigen (Osmeriformes), später den Heringsartigen (Clupeiformes) zugeordnet. Nelson ordnet sie provisorisch als Unterfamilie Sundasalanginae den Heringen (Clupeidae) zu. Sébastien Lavoué und Kollegen stellen die Gattung in die Unterfamilie Ehiravinae innerhalb der Familie der Heringe. Qian und Mitarbeiter erheben die Ehiravinae Mitte 2022 wieder in den Rang einer eigenständigen Familie. Sundasalanx hat sich schon vor etwa 45 Millionen Jahren von der evolutionären Linie, die zu den anderen Gattungen der Ehiravidae führt, getrennt und ist damit die basale Schwestergruppe aller anderen Gattungen der Ehiravidae.

## Arten
Bisher wurden sieben Arten beschrieben:
- Sundasalanx malleti
- Sundasalanx megalops
- Sundasalanx mekongensis
- Sundasalanx mesops
- Sundasalanx microps
- Sundasalanx platyrhynchus
- Sundasalanx praecox